# Fontaine-Mâcon
Fontaine-Mâcon és un municipi francès situat al departament de l'Aube i a la regió del Gran Est. L'any 2007 tenia 487 habitants.

## Demografia

### Població
El 2007 la població de fet de Fontaine-Mâcon era de 487 persones. Hi havia 182 famílies de les quals 31 eren unipersonals (10 homes vivint sols i 21 dones vivint soles), 62 parelles sense fills, 79 parelles amb fills i 10 famílies monoparentals amb fills.
La població ha evolucionat segons el següent gràfic:
Habitants censats

### Habitatges
El 2007 hi havia 220 habitatges, 183 eren l'habitatge principal de la família, 14 eren segones residències i 22 estaven desocupats. Tots els 215 habitatges eren cases. Dels 183 habitatges principals, 160 estaven ocupats pels seus propietaris, 21 estaven llogats i ocupats pels llogaters i 3 estaven cedits a títol gratuït; 3 tenien dues cambres, 19 en tenien tres, 54 en tenien quatre i 108 en tenien cinc o més. 127 habitatges disposaven pel capbaix d'una plaça de pàrquing. A 62 habitatges hi havia un automòbil i a 112 n'hi havia dos o més.

### Piràmide de població
La piràmide de població per edats i sexe el 2009 era:
| Homes | Edats   | Dones |
| ----- | ------- | ----- |
| 0     | 95 o +  | 0     |
| 0     | 90 a 94 | 0     |
| 4     | 85 a 89 | 4     |
| 0     | 80 a 84 | 4     |
| 12    | 75 a 79 | 20    |
| 4     | 70 a 74 | 12    |
| 8     | 65 a 69 | 4     |
| 12    | 60 a 64 | 24    |
| 8     | 55 a 59 | 12    |
| 16    | 50 a 54 | 20    |
| 16    | 45 a 49 | 4     |
| 16    | 40 a 44 | 8     |
| 8     | 35 a 39 | 24    |
| 24    | 30 a 34 | 16    |
| 12    | 25 a 29 | 20    |
| 4     | 20 a 24 | 8     |
| 12    | 15 a 19 | 20    |
| 8     | 10 a 14 | 16    |
| 4     | 5 a 9   | 24    |
| 16    | 0 a 4   | 20    |

## Economia
El 2007 la població en edat de treballar era de 314 persones, 241 eren actives i 73 eren inactives. De les 241 persones actives 225 estaven ocupades (117 homes i 108 dones) i 17 estaven aturades (8 homes i 9 dones). De les 73 persones inactives 29 estaven jubilades, 29 estaven estudiant i 15 estaven classificades com a «altres inactius».

### Ingressos
El 2009 a Fontaine-Mâcon hi havia 217 unitats fiscals que integraven 577 persones, la mediana anual d'ingressos fiscals per persona era de 18.543 €.

### Activitats econòmiques
Dels 13 establiments que hi havia el 2007, 6 eren d'empreses de construcció, 3 d'empreses de comerç i reparació d'automòbils, 1 d'una empresa d'hostatgeria i restauració, 1 d'una empresa immobiliària, 1 d'una empresa de serveis i 1 d'una empresa classificada com a «altres activitats de serveis».
Dels 7 establiments de servei als particulars que hi havia el 2009, 5 eren paletes, 1 electricista i 1 restaurant.
L'any 2000 a Fontaine-Mâcon hi havia 27 explotacions agrícoles que ocupaven un total de 1.534 hectàrees.

## Equipaments sanitaris i escolars
El 2009 hi havia una escola elemental.

## Poblacions més properes
El següent diagrama mostra les poblacions més properes.